# 林肯堂区 (路易斯安那州)
林肯堂區（英語：Lincoln Parish）是美國路易斯安那州北部的一個堂區。面積1,223平方公里。根據美國2000年人口普查，共有人口43,282。治所拉斯頓 (Ruston)。
成立於1873年。堂區名紀念第十六任總統亞伯拉罕·林肯。